# Джарвіс (острів)
Джарвіс (англ. Jarvis) — острів у південній частині Тихого океану на півдорозі від Гаваїв до островів Кука.

## Географія і клімат

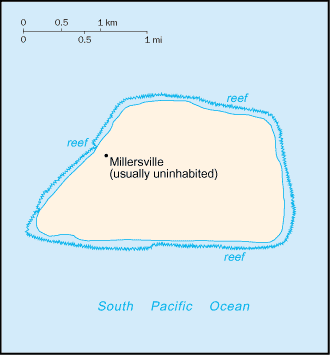
Мапа острову Джарвіс

Загальна площа острова — 4,5 км². Найвища точка — 7 м.
Клімат тропічний, з мізерною кількістю опадів, постійним вітром, і сильним сонцем. Терени піщані, висотою від рівня моря до семи метрів (23 футів). Кораловий острів оточується низкою рифів. На острові ростуть багаторічні трави і низькі кущі. Є морські і прибережні птахи.
Острів не має ніякої природної прісної води і є безлюдним.

## Історія
Був відкритий британцями 21 серпня 1821 р. 27 лютого 1858 анексовано США за законом про Гуано. З 27 червня 1974 це заповідна зона.
У XIX століття на Джарвісі видобували гуано.